# الغواصة الألمانية يو-524
غواصة يو-524 غواصة يو بوت ألمانية من الفئة التاسعة سي بنيت ل سلاح بحرية ألمانيا النازية كريغسمارينه، في أحواض دويتشه فيرفت في هامبورغ خلال الحرب العالمية الثانية.